# Park Cameret

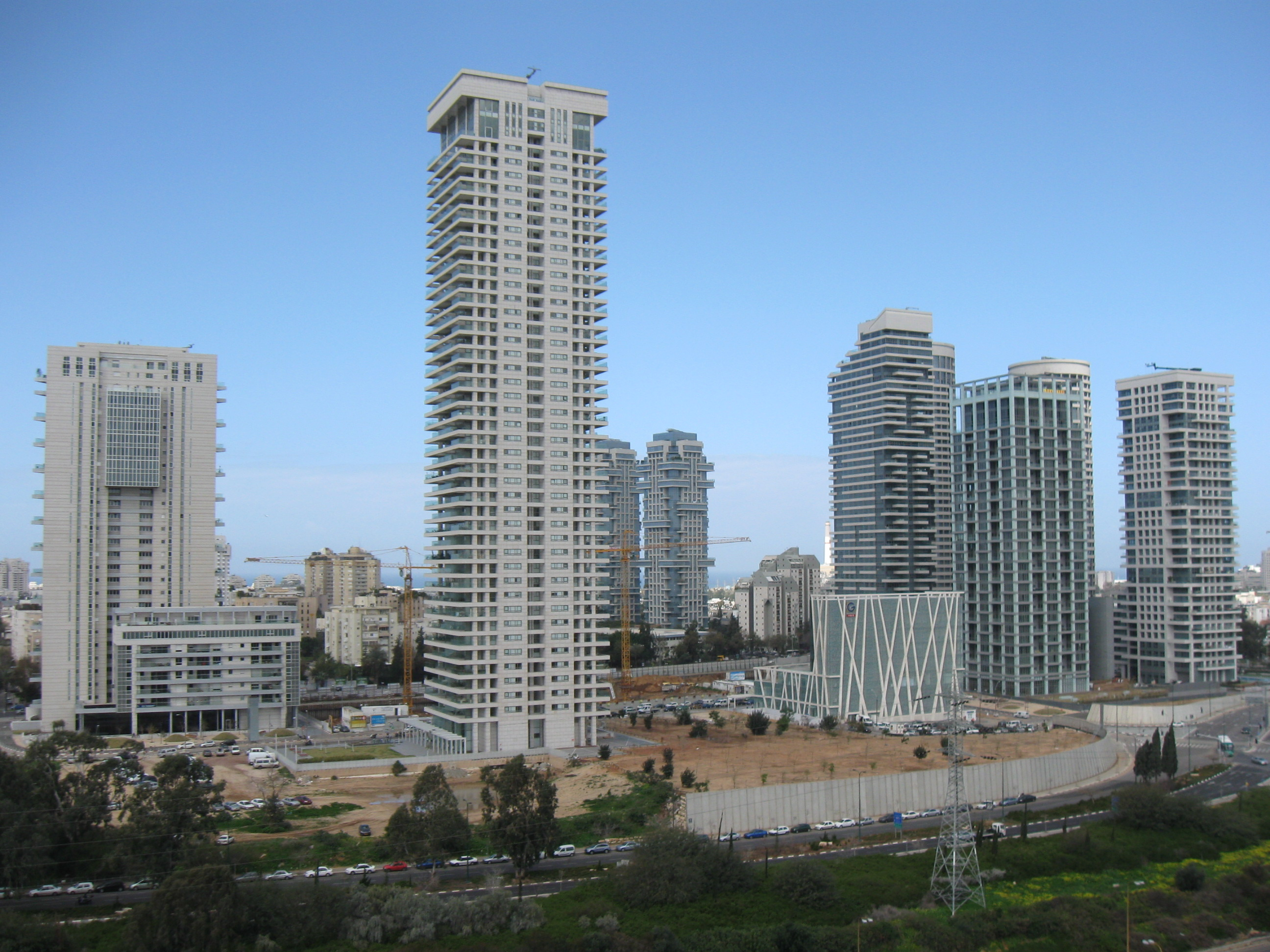
Zástavba na jižním okraji čtvrti, v popředí Ajalonská dálnice.

Park Cameret (hebrejsky: פארק צמרת, dříve pracovně nazýváno Migdalej U, U מגדלי , doslova Věže U) je čtvrť v centrální části Tel Avivu v Izraeli. Je součástí správního obvodu Rova 4 a samosprávné jednotky Rova Bnej Dan.

## Geografie
Leží na severovýchodním okraji centrální části Tel Avivu, cca 2,5 kilometru od pobřeží Středozemního moře a cca 1 kilometr jižně od řeky Jarkon, v nadmořské výšce okolo 10 metrů. Podél východního okraje čtvrtě vede takzvaná Ajalonská dálnice (dálnice číslo 20), se kterou paralelně vede také železniční trať, u níž se nachází železniční stanice Tel Aviv Savidor merkaz. Podél této dálnice je vedeno i koryto toku Nachal Ajalon.

## Popis čtvrti
Čtvrť na severu vymezuje ulice ha-Rav Šlomo Goren, na jihu ulice Žabotinsky, na východě Ajalonská dálnice a na západě třída Derech Namir. Na severu sousedí čtvrť s urbanistickým okrskem Giv'at Amal Bet, který bývá považován za podčást Bavli. Zástavba má charakter vysokopodlažní městské výstavby. V roce 2007 tu ještě nebyla evidována trvalá populace, jde o nový okrsek výstavby.  Celkem tu mělo v 12 mrakodrapech vzniknout 1500 bytových jednotek. Nejvyšší budova z tohoto obytného souboru (W-Tower) dosahuje výšky 156 metrů.